# Wronowy (gromada)
Wronowy – dawna gromada, czyli najmniejsza jednostka podziału terytorialnego Polskiej Rzeczypospolitej Ludowej w latach 1954–1972.
Gromady, z gromadzkimi radami narodowymi (GRN) jako organami władzy najniższego stopnia na wsi, funkcjonowały od reformy reorganizującej administrację wiejską przeprowadzonej jesienią 1954 do momentu ich zniesienia z dniem 1 stycznia 1973, tym samym wypierając organizację gminną w latach 1954–1972.
Gromadę Wronowy z siedzibą GRN we Wronowach utworzono – jako jedną z 8759 gromad na obszarze Polski – w powiecie mogileńskim w woj. bydgoskim, na mocy uchwały nr 24/9 WRN w Bydgoszczy z dnia 5 października 1954. W skład jednostki weszły obszary dotychczasowych gromad Kijewice, Młyny, Mirosławice, Piątnice i Wronowy ze zniesionej gminy Strzelno-Południe w tymże powiecie. Dla gromady ustalono 18 członków gromadzkiej rady narodowej.
31 grudnia 1961 do gromady Wronowy włączono wsie Sierakowo, Włostowo, Mnich, Siemionki, Gołajewo i Sierakówek ze zniesionej gromady Włostowo w tymże powiecie.
Gromadę zniesiono 1 stycznia 1972, a jej obszar włączono do gromad Strzelno Klasztorne (sołectwa Mirosławice, Młyny, Witkowo i Wronowy) i Jeziora Wielkie (sołectwa Piątnice, Sierakowo i Włostowo) w tymże powiecie.